# Nuwakot
Der Distrikt Nuwakot (Nepali नुवाकोट जिल्ला, Nuvākoṭ jillā) ist einer von 75 Distrikten in Nepal.
Dieser liegt am Fluss Trishuli in der Verwaltungszone Bagmati. Bei der Volkszählung 2001 hatte diese Verwaltungseinheit 288.478 Einwohner, im Jahre 2011 waren es 277.471.
Der Distrikt ist benannt nach dem Bergdorf und der gleichnamigen Festung Nuwakot, erbaut im 18. Jahrhundert im Mallastil an der Handelsroute zwischen Tibet und dem Kathmandutal, strategisch oberhalb der Stadt Bidur.
Nuwakot gehörte zu insgesamt 9 Ghorkafestungen Pritvi Narayan Shahs und war bis zu seiner Einnahme von Kathmandu im Jahr 1768 die Hauptstadt seines Reiches.

## Verwaltungsgliederung
Städte im Distrikt Nuwakot:
- Bidur

Village Development Committees (VDCs) im Distrikt Nuwakot:
- Bageswori Chokade
- Balkumari
- Barsunchet
- Belkot
- Beteni
- Bhadrutar
- Bhalche
- Budhasing
- Bungtang
- Charghare
- Chaturale
- Chaughada
- Chauthe
- Chhap
- Dangsing
- Deurali
- Duipipal
- Ganeshthan
- Gaunkharka
- Gerkhu
- Ghyangphedi
- Gorsyang
- Jiling
- Kakani
- Kalibas
- Kalikahalde
- Kalyanpur
- Kaule
- Khadgabhanjyang
- Kharanitar
- Kholegaun Khanigaun
- Kintang
- Kumari
- Lachyang
- Likhu
- Madanpur
- Mahakali
- Manakamana
- Narjamandap
- Okharpauwa
- Panchakanya
- Phikuri
- Ralukadevi
- Ratmate
- Rautbesi
- Salme
- Samari
- Samundradevi
- Samundratar
- Shikharbesi
- Sikre
- Sundaradevi
- Sunkhani
- Suryamati
- Talekhu
- Taruka
- Thanapati
- Thansing
- Thaprek
- Tupche
- Urleni

## Bilder

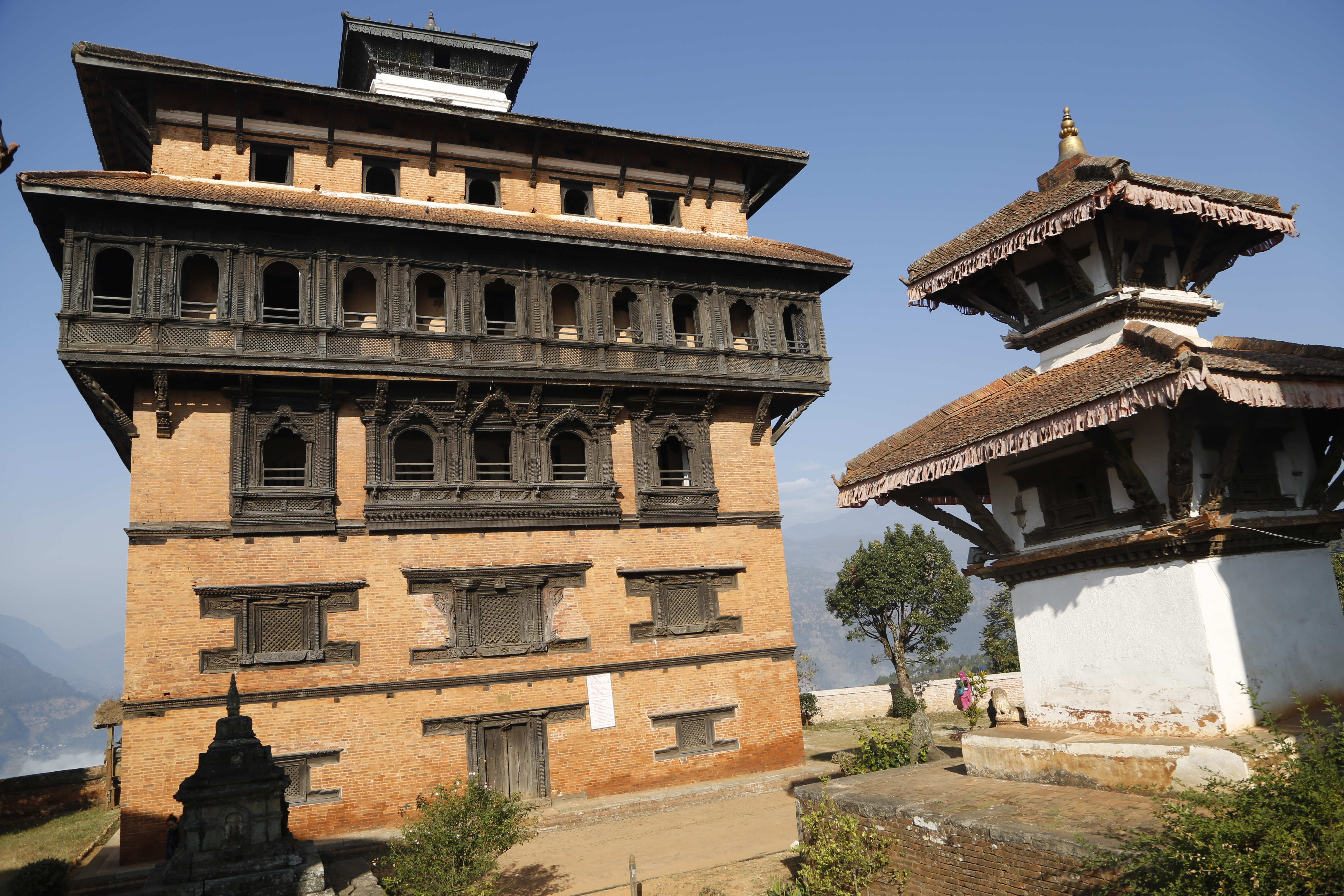
Palast
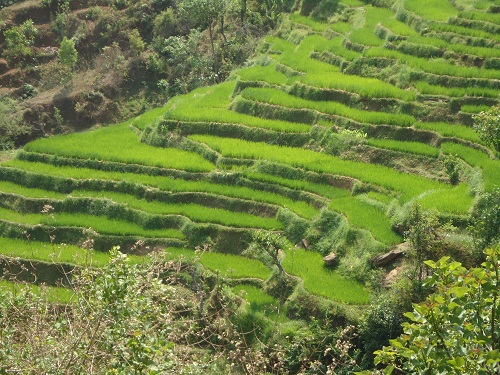
Landwirtschaftlicher Terrassenanbau nahe Duipipal
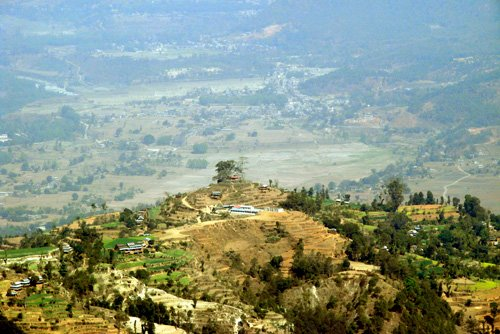
Belkot
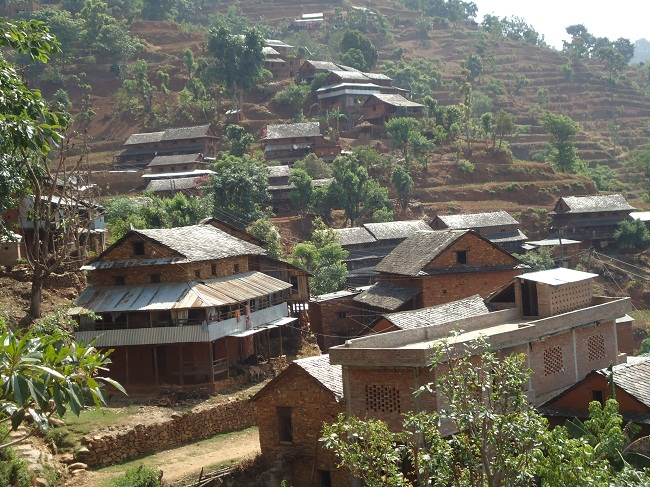
Ortsteil von Duipipal
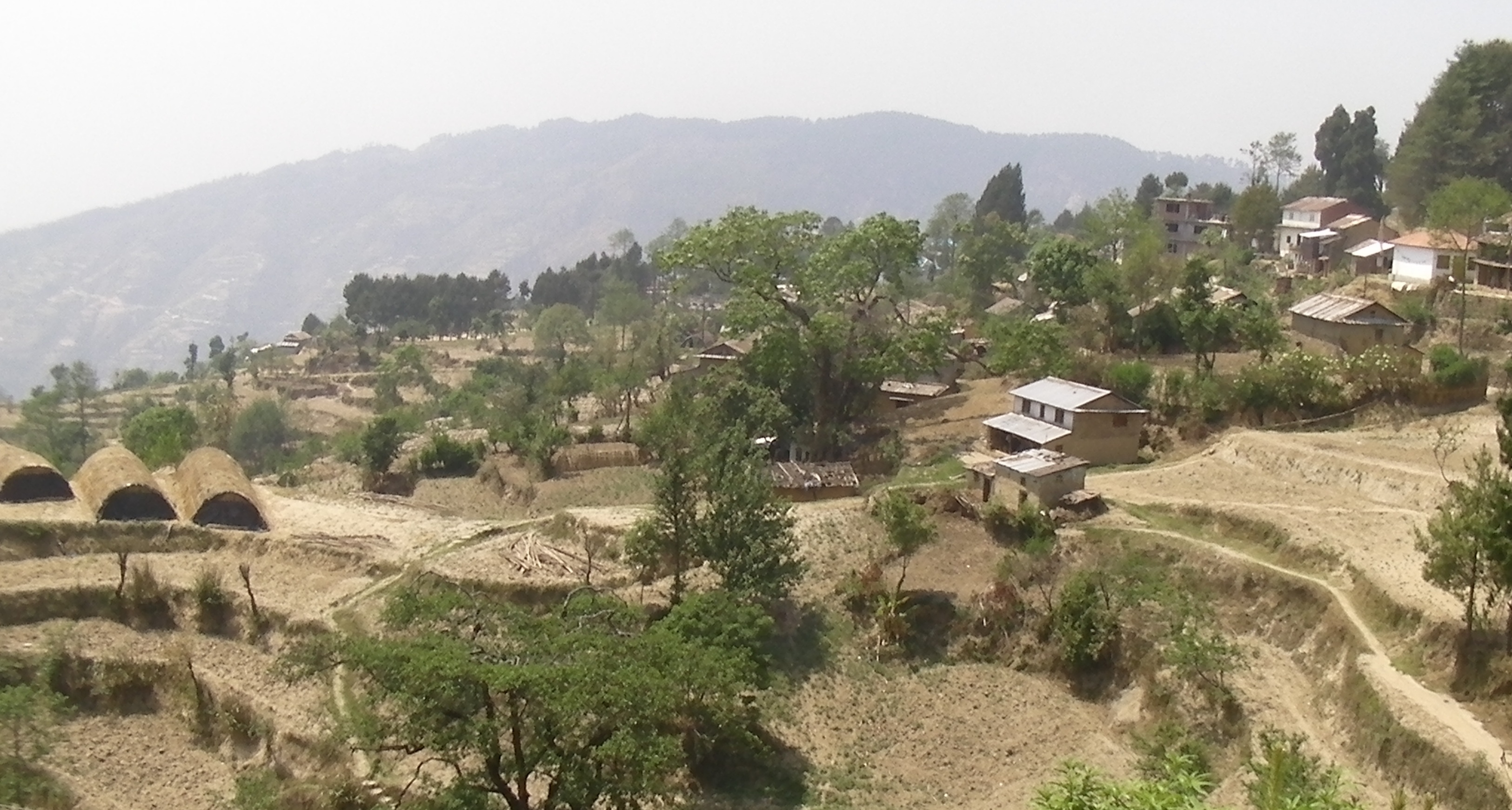
Kakani
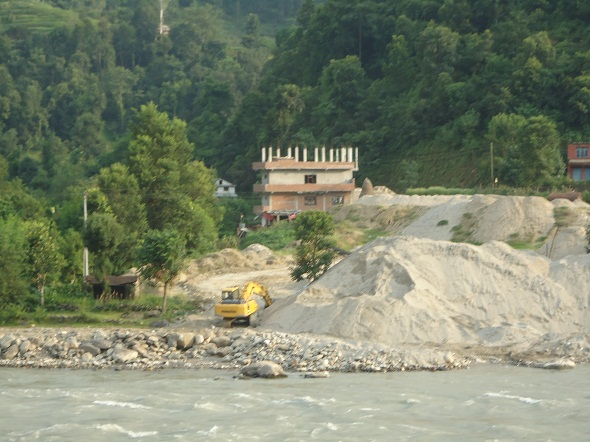
Ratmate
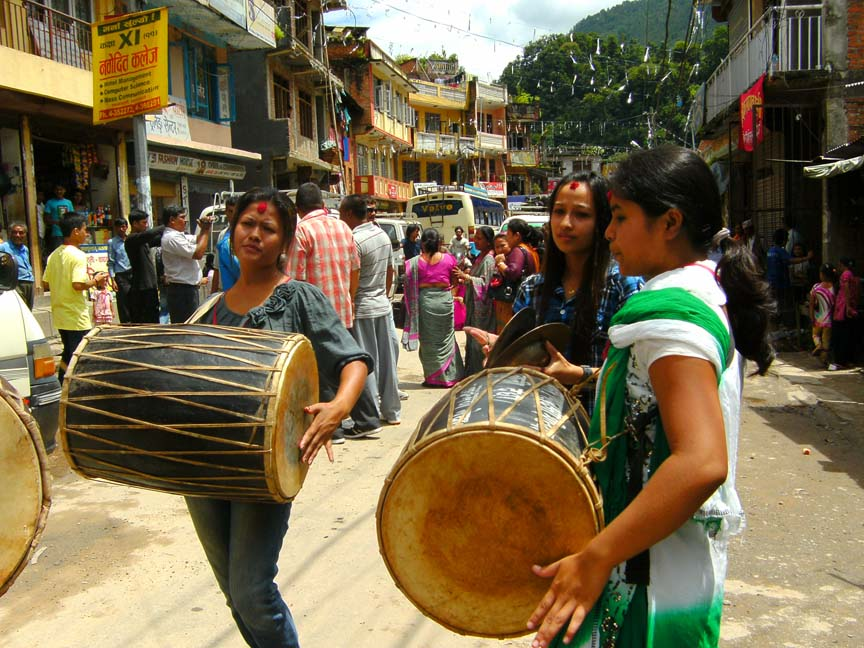
Dhimay-Trommeln begleiten den Holzstocktanz Taktuke